# Ernst Friedrich Germar

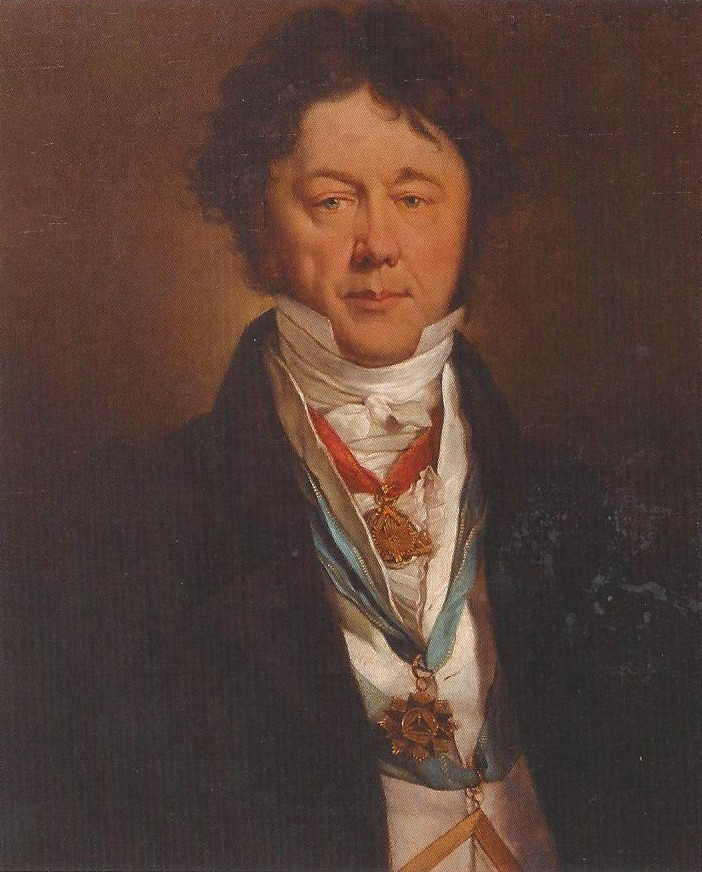
Ernst Friedrich Germar

Ernst Friedrich Germar (* 3. November 1786 in Glauchau, Kurfürstentum Sachsen; † 8. Juli 1853 in Halle, Provinz Sachsen) war ein deutscher Entomologe, Mineraloge und Kommunalpolitiker.

## Leben und Wirken
Germar war der Sohn eines vermögenden Kaufmanns. Von 1804 bis 1807 studierte er Mineralogie an der Bergakademie Freiberg und danach an der Universität Leipzig Natur- und Rechtswissenschaften. 1810 wurde er zum Doktor der Zoologie promoviert, zog nach Halle (Saale) und habilitierte sich zwei Jahre später. Sowohl die Habilitations- als auch die Promotionsarbeit hatten Schmetterlinge (Spinner) zum Thema. Durch die Schließung der Universität unter Napoleon im Jahr 1813 wurde seine wissenschaftliche Laufbahn in Halle unterbrochen. Er heiratete 1815 Wilhelmine Keferstein (1755–1816). Die Ehe blieb kinderlos. Er zog jedoch seinen Neffen Hermann Rudolf Schaum auf, der später ebenfalls Entomologe wurde.
1816 wurde Germar außerordentlicher Professor der Universität Halle-Wittenberg, 1823 ordentlicher Professor für Mineralogie und Direktor der mineralogischen Sammlungen. Bis zur Berufung von Hermann Burmeister zum ordentlichen Professor 1842 hielt er außerdem Vorlesungen zur Entomologie im Zoologischen Institut und war 1834/35 Prorektor der Universität.
Seine entomologischen Spezialgebiete waren fossile Insekten, vor allem Käfer und Wanzen. Seine Insektensammlung gehörte zu den berühmtesten Europas. Neben seiner wissenschaftlichen Tätigkeit engagierte sich Germar als Stadtverordneter für die Stadt Halle, war Vorstandsmitglied in der Pfännerschaft, Hauptmann der städtischen Schützengesellschaft und von 1827 bis 1853 Meister vom Stuhl der Freimaurerloge Zu den drei Degen.
Ernst Friedrich Germar starb nach längerer Krankheit in seinem Wohnhaus in Halle und wurde auf dem Stadtgottesacker gegenüber Schwibbogen 78 beigesetzt.
Germar schrieb 1814 das Buch Reise durch Oesterreich und Tyrol nach Dalmatien und mehrere Abhandlungen über fossile Insekten und Gewächse, unter anderem eine Monographie der Versteinerungen des Steinkohlengebirges von Wettin und Löbejün (1844–53, beteiligt war auch sein Schüler Carl Justus Andrae) und verfasste ein Lehrbuch der gesamten Mineralogie. Er war verantwortlich für die Hefte 3 bis 24 der Schriftenreihe Fauna insectorum Europæ und verfasste als Koautor die Werke Magazin der Entomologie (4 Bände, 1813–21) und Zeitschrift für Entomologie (5 Bände, 1839–44).

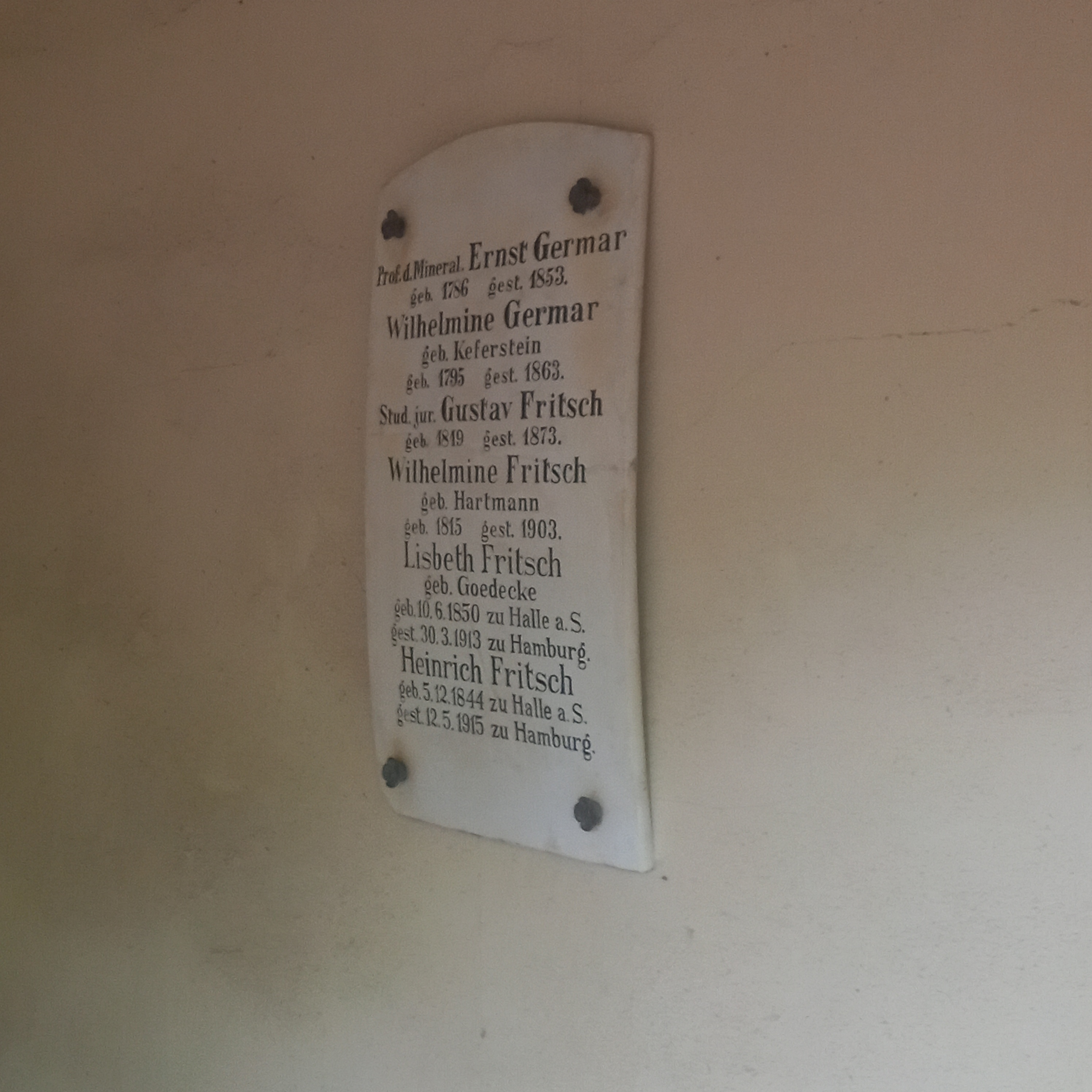
Das Grab von Ernst Friedrich Germar und seiner Ehefrau Wilhelmine geborene Keferstein auf dem Stadtgottesacker in Halle

## Ehrungen
Germar war gewähltes Mitglied der Schwedischen Akademie der Wissenschaften, seit 1819 der Leopoldina sowie zahlreicher weiterer nationaler und internationaler naturforschender Gesellschaften (unter anderem Paris, Moskau, Philadelphia). Germar war 1822 außerdem Mitbegründer der Gesellschaft Deutscher Naturforscher und Ärzte. 1834 verlieh ihm die medizinische Fakultät die Ehrendoktorwürde, und 1844 bekam er den Titel Oberbergrat. 1838 wurde Germar von Félix Édouard Guérin-Méneville als Mitglied Nummer 146 der Société Cuvierienne vorgestellt.
Der Conchostrake „Posidonia germari“, heute Cornia germari (BEYRICH 1857), wurde durch Heinrich Ernst Beyrich 1857 nach ihm benannt.
Die Stadt Halle benannte die Germarstraße nach ihm. Sein Wohn- und Sterbehaus befand sich in der kleinen Klausstraße 13.
1851 verbrachte Germar eine Kur in Ilmenau. Ihm zu Ehren wurde dort durch seinen Schwager Christian Keferstein ein kleiner Platz an einem Waldweg (Germars Andenken) angelegt, der heute jedoch nicht mehr erhalten ist.

## Schriften
- Reise nach Dalmatien und in das Gebiet um Ragusa. Leipzig/Altenburg 1817.

- Lehrbuch der gesammten Mineralogie. Hemmerde und Schwetschke, Halle 1824 (Google Books).
- Grundriß der Krystallkunde. Schwetschke, Halle 1830 (Volltext).
- Die Versteinerungen des Steinkohlengebirges von Wettin und Löbejün im Saalkreise. Schwetschke, Halle 1844–1853 (Volltext).
- Mit Georg Carl Berendt: Die im Bernstein befindlichen organischen Reste der Vorwelt. Zweiter Band. I. Abtheilung: Die im Bernstein befindlichen Hemipteren und Orthopteren der Vorwelt. Nicolai Verlag, Berlin 1856 (archive.org).